# Ewa Gorzelak
Ewa Gorzelak-Dziduch (ur. 3 listopada 1974 w Łodzi) – polska aktorka filmowa i teatralna.

## Życiorys
W 1993 ukończyła III Liceum Ogólnokształcące im. gen. Józefa Sowińskiego w Warszawie. W 1997 ukończyła Państwową Wyższą Szkołę Teatralną w Warszawie.
W 2005 założyła fundację „Nasze Dzieci” przy Klinice Onkologii w Instytucie Pomniku – Centrum Zdrowia Dziecka.

### Życie prywatne
Jest żoną aktora Zbigniewa Dziducha. Ma synów Franciszka (ur. 2000) i Ryszarda (ur. 2002) oraz córkę Zosię (ur. 2012).

## Filmografia
- 1995: Dom jako studentka
- 1996: Matka swojej matki jako maturzystka
- 1997: Złotopolscy jako Agnieszka Gołąbek
- 1997: Zaklęta jako Małgosia
- 1997: Farba jako Szachara
- 1998: Amok jako Ewa
- 1999–2000: Czułość i kłamstwa jako Jola
- 1999: Policjanci jako Zuza
- 1999: Ostatnia misja jako Monika Górska
- 1999: Skok jako Ewa Wojciechowska
- 2000: M jak miłość jako rehabilitantka Zosia
- 2000: Zakochani jako Niuńka
- 2000: Na dobre i na złe jako Maria Chojnicka
- 2001: Tam i z powrotem jako pielęgniarka
- 2002: As jako barmanka w pubie „Fuks”
- 2003–2005: Na Wspólnej jako Gabriela Góralczyk-Nowak
- 2006: Sezon na kaczki jako matka
- 2006: Pensjonat pod Różą jako Iza Adamek
- 2006: Fałszerze – powrót Sfory jako żona Gozdawy
- 2007–2011: M jak miłość jako Dorota Stadnicka
- 2007: Glina jako aktorka Dorota Karolak (odc. 13 i 14)
- 2008: Pitbull jako żona policjanta Grzegorza (odc. 23)
- 2009: Ojciec Mateusz jako Patrycja, siostra Aleksandra (odc. 27)
- 2010: Nowa jako Marta Cieślik (odc. 4)
- 2011: Mój biegun jako Zosia, znajoma Melów
- 2011: Czarna skrzynka jako Basia
- 2012: Na krawędzi jako pielęgniarka (odc. 10)
- 2014: Słodkie życie jako Marzena[3]
- 2015: Klub włóczykijów i tajemnica dziadka Hieronima jako recepcjonistka
- 2017: Ojciec Mateusz jako Anna Jawor (odc. 233)
- 2017: Lekarze na start jako Renata, matka Mariusza
- 2018: W rytmie serca jako Wiśniewska, matka Anny i babcia Jasia (odc. 24)
- 2018: Ślad jako Wanda Trzcińska, żona Dariusza (odc. 26)
- 2019: Ojciec Mateusz jako Danka Rowecka, matka Daniela (odc. 279)
- 2019: Echo serca jako Kinga, matka Iwony (odc. 30)
- 2021: Na dobre i na złe jako Marta Konieczko (odc. 804)